# Ziwilsk
Ziwilsk (russisch Цивильск, tschuwaschisch Ҫӗрпӳ/Çĕrpü) ist eine russische Stadt in der Autonomen Republik Tschuwaschien innerhalb des Föderationskreises Wolga. Sie ist Verwaltungssitz des Rajons Ziwilsk und hat 13.479 Einwohner (Stand 14. Oktober 2010).

## Geografie
Ziwilsk liegt etwa 780 km östlich von Moskau und 33 km südöstlich der Republikshauptstadt Tscheboksary in den Wolgahöhen am Zusammenfluss der Flüsschen Maly (Kleiner) und Bolschoi (Großer) Ziwil, die zusammen den Ziwil, einen Zufluss der Wolga, bilden.

## Geschichte
Ziwilsk taucht erstmals 1584 in einem Edikt des Regenten Boris Godunow auf, der an der Vereinigung von Maly und Bolschoi Ziwil anstelle eines tschuwaschischen (vormals wolgabulgarischen) Dorfes eine Festung errichten ließ, aus der ab 1590 eine Siedlung erwuchs. 1774 wurde der Ort unter Jemeljan Pugatschow von Aufständischen besetzt. 1781 wurde Ziwilsk der Status einer Kreisstadt verliehen.

### Bevölkerungsentwicklung
| Jahr | Einwohner |
| ---- | --------- |
| 1897 | 02.336    |
| 1939 | 05.068    |
| 1959 | 05.907    |
| 1970 | 07.388    |
| 1979 | 08.029    |
| 1989 | 10.053    |
| 2002 | 12.967    |
| 2010 | 13.479    |

Anmerkung: Volkszählungsdaten

## Wirtschaft und Infrastruktur
In der Stadt gibt es Betriebe zur Lebensmittelherstellung sowie eine Ziegelei. Durch den 8 km südwestlich nahe der Siedlung Michailowka gelegenen Bahnhof ist die Stadt an das Schienennetz angeschlossen.
In der Nähe von Ziwilsk befindet sich ein 350 Meter hoher Sendemast zur Verbreitung von UKW- und TV-Programmen.

## Sehenswürdigkeiten

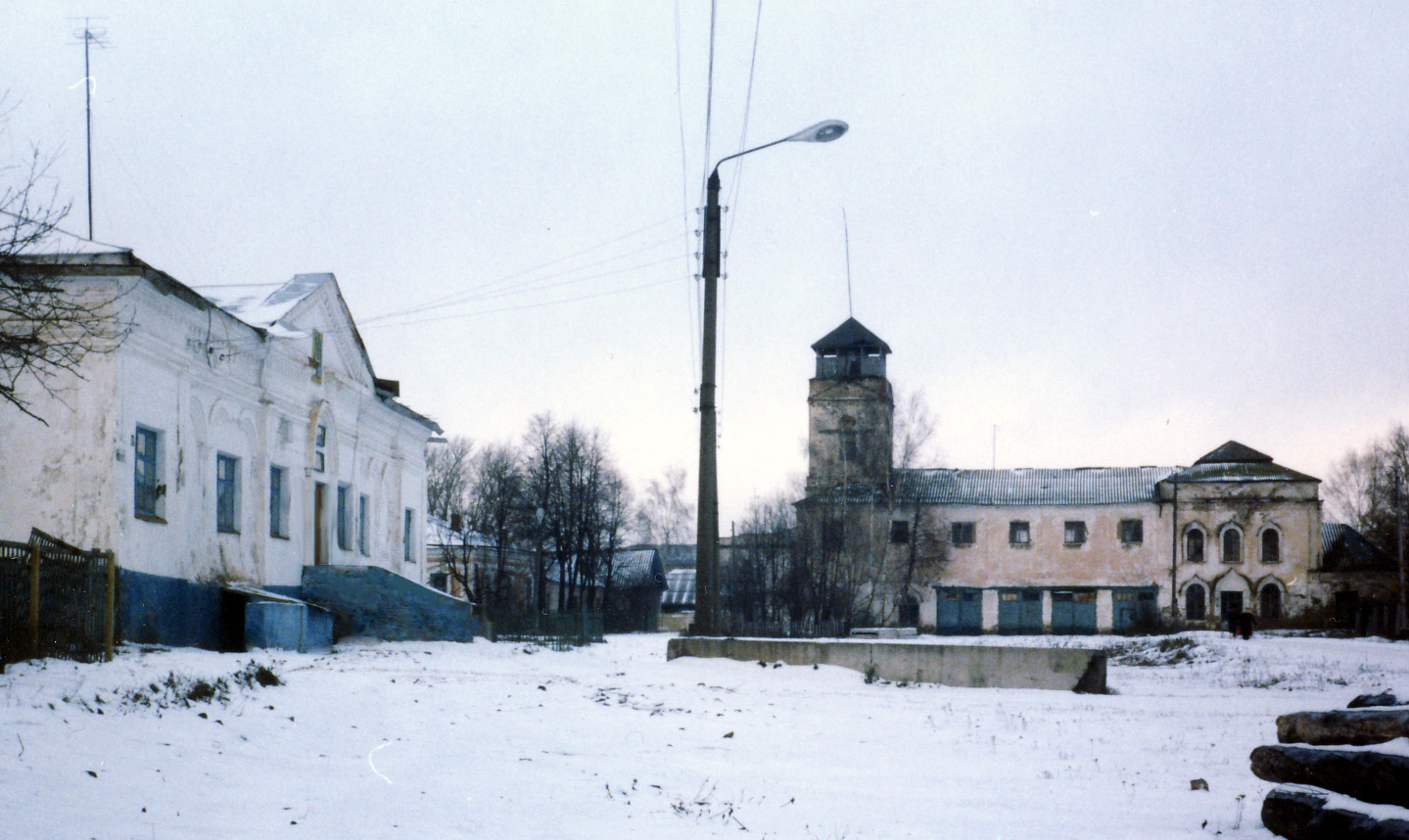
Im Stadtzentrum

Neben einigen historischen Holzgebäuden sind das Haus der Kaufmannsfamilie Tolmatschow (Дом Толмачёвых, 18. Jahrhundert) sowie die Dreifaltigkeits-Kirche (Троицкий собор, 1734) erwähnenswert.

### Kloster der Gottesmutter von Tichwin
Der Gründungslegende zufolge soll die Bürgerschaft im Jahre 1671 dieses Kloster zum Dank dafür gestiftet haben, dass die Stadt von der Besatzung durch die aufständischen Truppen Stenka Rasins verschont geblieben war. Für diese Wundertat wurde eine Kopie der Ikone der Gottesmutter von Tichwin verantwortlich gemacht, die sich ehemals in der städtischen Dreifaltigkeitskirche befunden hatte und fortan in dem neu gegründeten Mönchskloster zu Christi Himmelfahrt aufbewahrt wurde. Die Abtei blieb allerdings ohne große Bedeutung, ging 1764 in Staatsbesitz über und verfiel zusehends. Erst 1870 wurde sie als Nonnenkloster wiederbelebt und erhielt dabei ihr heutiges Patrozinium. Der Großteil der Gebäude wurde in den folgenden Jahrzehnten neu errichtet; u. a. entstand 1872 eine Klosterschule, die sich insbesondere der Ausbildung einheimischer tschwaschischer Mädchen annahm. 1925 wurde das Kloster aufgelöst und zum Betriebsgelände umfunktioniert. Seit seiner Rückgabe an die Kirche im Jahre 1998 wird die Anlage restauriert.

## Persönlichkeiten
- Pawel Magasejew (* 1988), Biathlet